# Munkáskönyvtár
A Munkáskönyvtár egy 1910-es évekbeli magyar szociológiai könyvsorozat volt, amely a Huszadik Század kiadásában jelent meg Budapesten. Kötetei a következők voltak: 
- 1. Kautsky Károly: A szociális forradalom. I. Szociális reform és szociális forradalom. A 3. német kiad. után ford.: Garami Ernő. 1914. 94 l. U. az. 2. kiad. 1918.
- 2. Kautsky Károly: II. A szociális forradalom után. A 3. német kid. alapján ford.: Garami Ernő. 1914. 72 l. U. az. 2. kiad. 1918
- 3. Liebknecht Vilmos: A tudás: hatalom. A hatalom: tudás! Ünnepi beszéd, tartotta 1872. febr. 5-én a drezdai munkásképző-egyesület alapító ünnepén. Ford.: Bresztovszky Ernő. 98 l.
- 4. Lasalle Ferdinánd: Az alkotmányról. Ford.: Somogyi Béla. 71 l.
- 5. Liebknecht Vilmos: Mit akar a szociáldemokrácia. Ford. Somogyi Béla. 4. jav. kiad. 1918. 64 l.
- 6. Parvus: A háború szociális mérlege. Ford.: Schöner Dezső. 1918. 31 l.
- 7. Engels Frigyes: A kommunizmus alapelvei. – hagyatékából sajtó alá rendezte: Bernstein Ede. Ford.: Garami Ernő. 1919. 40 l.
- 8. Varga Jenő: A pénz uralma a békében, bukása a háborúban. 1918. 127 l.
- 9. Pogány József: Halál ellen van orvosság. 1918. 29 l.
- 10. Marx-Engels: A kommunista kiáltvány. Ford.: Szabados Sándor. 1919. 69 l.
- 11. Vancsák János: A magyar királyi államkincstár mint munkáltató. A kincstári vas- és fémipari üzemek munkásainak helyzete és munkaviszonya. 1918. 47 l.
- 12. Vancsák János: A klerikális métely, vagy mit keresnek a vallás és hit emberei a munkásszervezetekben. 1919. 40 l.
- 13. Marx Károly: A polgárháború Franciaországban. A nemzetközi munkásszövetség kormányzótanácsának fölirata. A kormányzótanácsnak a német-francia háborúról szóló két feliratával, valamint Engels Frigyes bevezetésével bőv. 3. kiadásból ford.: Szabados Sándor. 1919. 96 l.
- 14. Marx Károly: III. Napoleon államcsínyje. Ford.: Garami Ernő. 1918. 125 l.
- 15. Kautsky Károly: Marx Károly történelmi jelentősége. Ford.: Garami Ernő. 1918. 56 l.
- 16. Garami Ernő: Marx és Engels élete. 1918. 54 l.
- 17. Marx Károly: Bér, ár, profit. A nemzetközi munkásszövetség főtanácsának Londonban 1865. jún. 26-án tartott ülésében elmondott beszéd. Ford.: Bokányi Dezső. 1919. 72 l.
- 18. Somogyi Béla: A keresztényszociális néppárt programmja az igazság megvilágításában. 1919. 48 l.
- 19. Böhm Vilmos: Magyar szociálpolitika. 1918. 47 l.
- 20. Marx Károly: Bérmunka és tőke. Ford.: Weltner Jakab. Előszót írta: Engels Frigyes. 1918. 45 l. U. az. jav. kiad. 1919. 47 l.
- 21. Kautsky Károly: A proletárság diktatúrája. Ford.: Schöner Dezső. 1919. 95 l.
- 22. Weltner Jakab: Szociáldemokrata párt és a béke. 1919. 47 l.
- 23. Varga Jenő: Földosztás és földreform Magyarországon. 1918. 79 l.
- 24. Buchinger Manó: Bern. A harmadik internationálé jelentősége és munkája. 1918. 48 l.
- 25. Riepekohl Wilhelm: Ide halgassatok! Tanulságos és szórakoztató beszélgetés a szocializmusról. Ford.: Buchinger Manó. 1919. 47 l.
- 26. Ágoston Péter: A háború okozói. 1919. 233 l.
- 27. Pogány József: Szocialista külpolitika. 1919. 127 l.
- 28. Engels Frigyes: Az utópikus és a tudományos szocializmus. Ford.: Bokányi Dezső. 1919. 64 l.
- 29. Bauer Ottó: A szocializmus útja. Ford.: Somogyi Béla. 1919. 64 l.
- 30. Lassalle Ferdinánd: Munkásprogramm. A jelen történelmi korszak különös összefüggése a munkásosztály eszméjével. Ford.: Somogyi Béla. 1919. 48 l.
- 31. Braun Adolf: A szakszervezeti harc a háború után. Komoly szó, komoly időben. Ford.: Ács Tamás. 1920. 47 l.